# Енгвірюм
Енгвірюм (нід. Engwierum, фриз. Ingwierrum) — село в нідерландській провінції Фрисландія. Входить до муніципалітету Північно-Східна Фрисландія.
Його площа становить 12,32 км², а населення станом на 2021 рік складало 540 осіб.
Перша згадка про населений пункт датується 1447 роком.

## Галерея

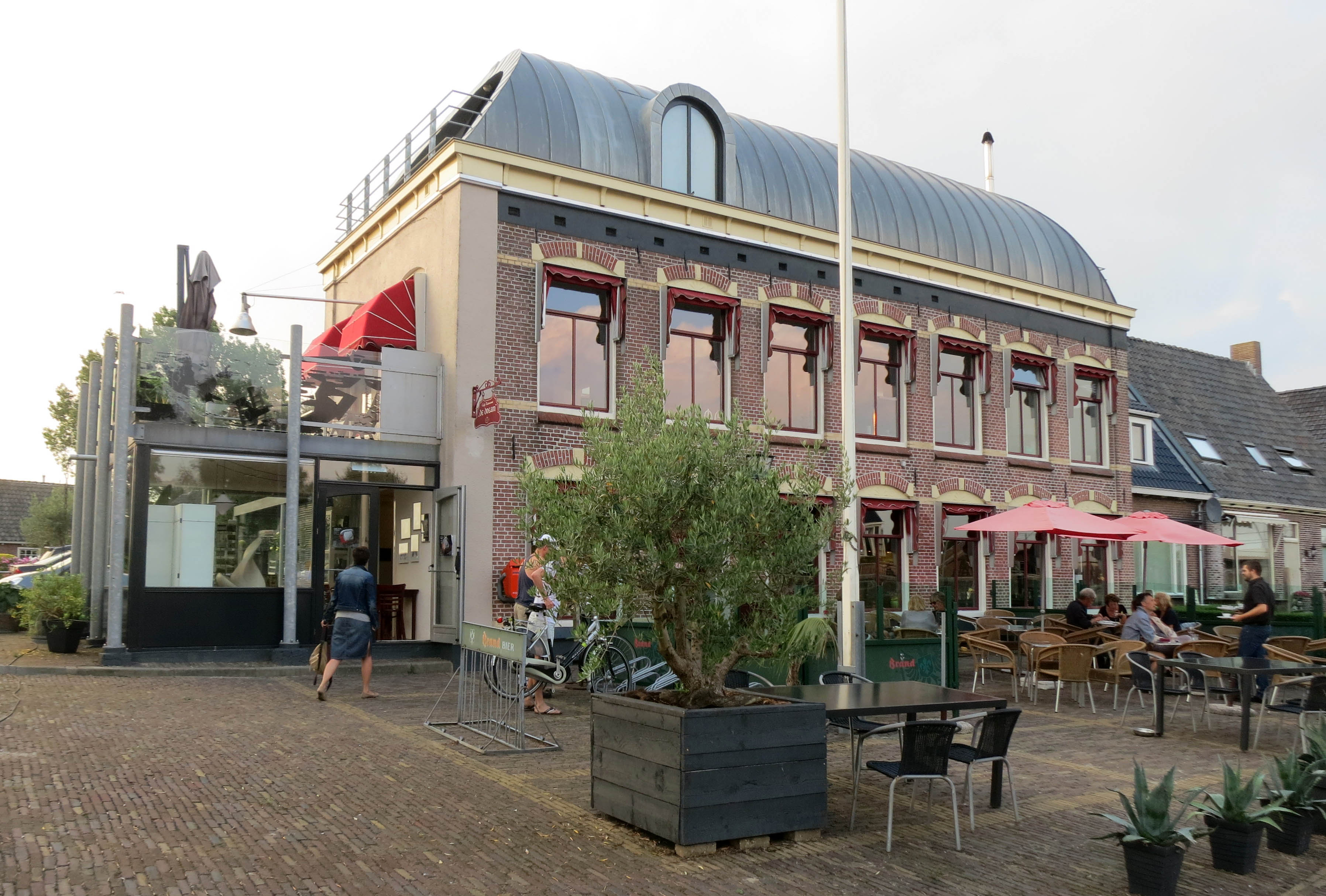
Готель-ресторан у селі
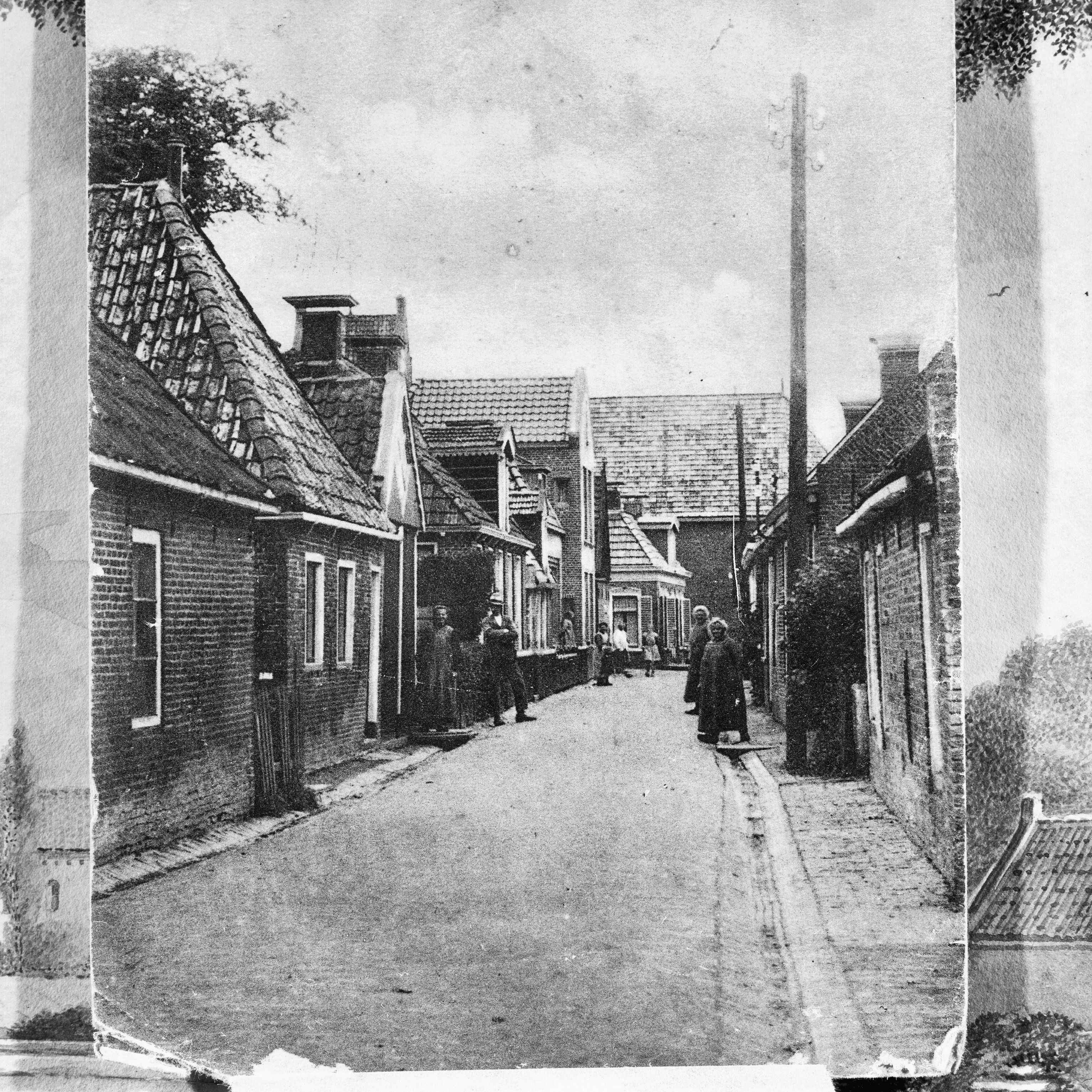
Сільська вулиця (1920)
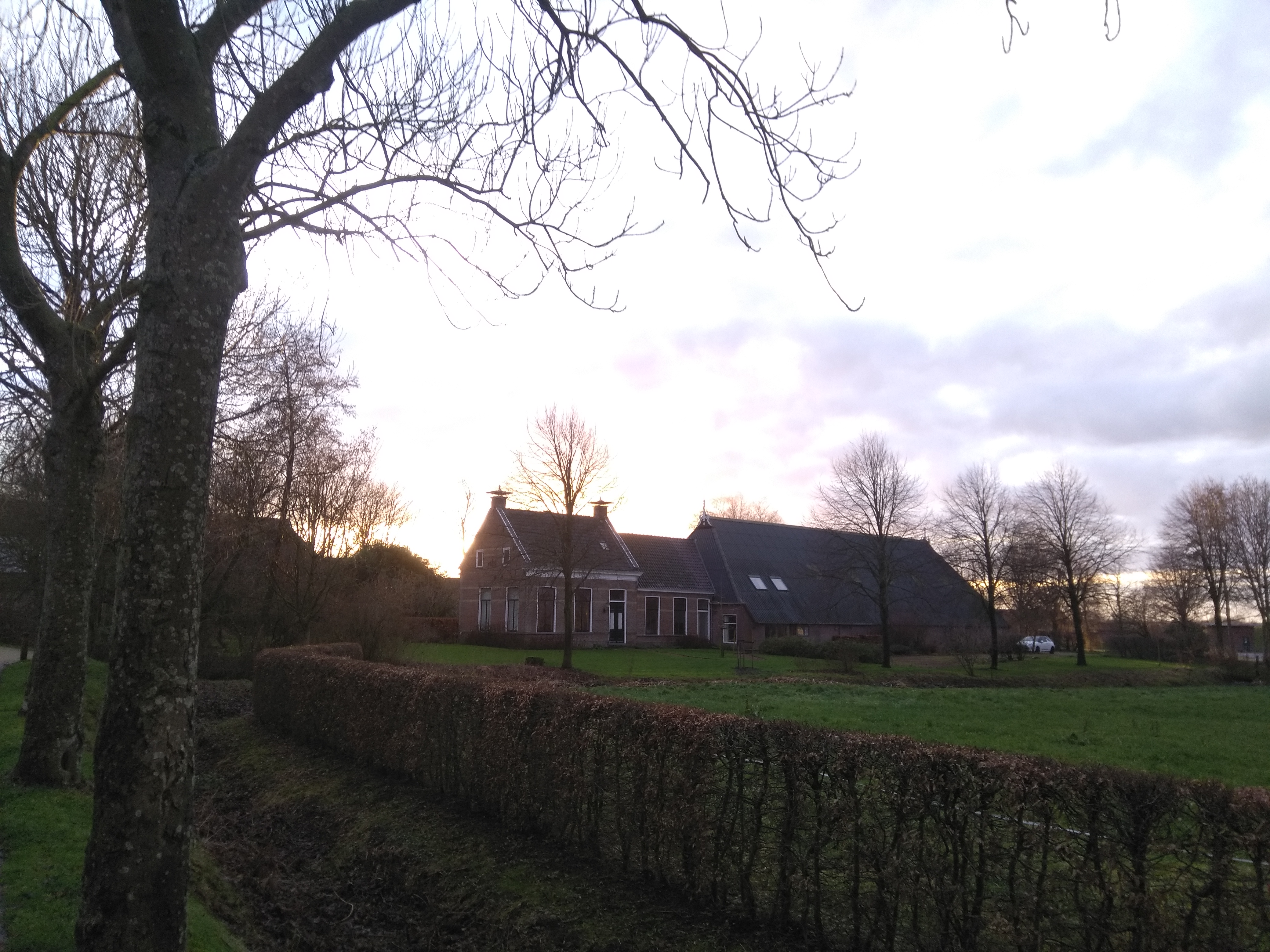
Ферма
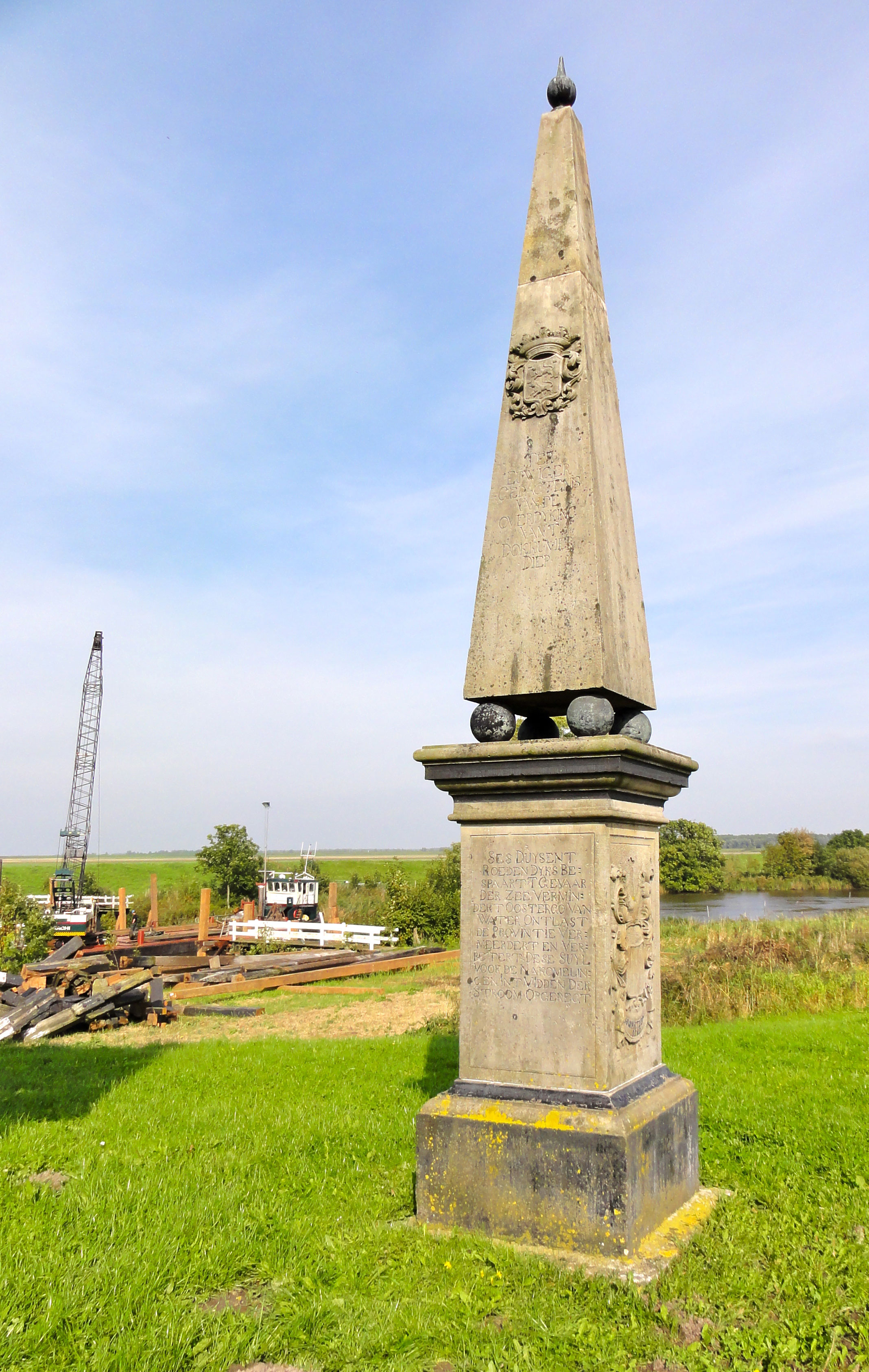
Обеліск в Енгвірюмі